# Snežana Stamenković
Snežana Stamenković, född 4 juni 1961 i Belgrad, är en serbisk-tysk operasångerska (sopran) och professor.
Stamenković fick sin utbildning vid Belgrads universitet för konst. Mellan 1981 och 1982 utgjorde hon, tillsammans med Snežana Mišković och Izolda Barudžija, en del av popgruppen Aska. Gruppen deltog i den jugoslaviska uttagningen till Eurovision Song Contest (ESC) 1982 med låten Halo, Halo och vann. I ESC kom de på fjortondeplats med 21 poäng, däribland 12 poäng från den svenska juryn.
Stamenković var efter sina studier engagerad i Belgrads Nationalopera och debuterade 1987 i rollen som Susanna i operan Figaros bröllop. 1990-1992 var hon engagerad i Triers stadsteater, 1992-1997 i Berns stadsteater och 1997-1998 i Leipzigs Opera. Sedan 2001 är hon professor i sång och sånglitteratur vid Hochschule für Musik und darstellende Kunst i Mannheim.